# Mi ci pulisco il cuore
Mi ci pulisco il cuore è un singolo del cantautore italiano Luciano Ligabue, pubblicato il 5 febbraio 2021 come terzo estratto dal tredicesimo album in studio 7.

## Video musicale
Il videoclip è stato diretto da Davide Vicari, girato a Latina e con protagonisti gli attori Leonardo Nenna e Dharma Mangia Woods. È stato pubblicato in concomitanza del lancio del singolo attraverso il canale YouTube del cantautore.

## Formazione
- Luciano Ligabue - voce
- Antonio Righetti - basso
- Cesare Barbi - batteria
- Fabrizio Barbacci - chitarra acustica
- Niccolò Bossini - chitarra acustica, chitarra elettrica
- Luca Pernici - tastiera
- Federico Poggipollini - cori